# Estela Magnone
Estela Magnone Ibarburu (Montevideo, 4 de enero de 1948) es una compositora y cantante uruguaya. De formación clásica, toca el piano, la flauta y la guitarra.

## Carrera artística
A los cinco años comenzó sus estudios de piano con su madre, los cuales fueron continuados por varios años con la profesora Renée Bonnet de Pietrafesa.
Proveniente de una familia de músicos, pueden destacarse las influencias de su padre Dante Magnone Falleri director de coros y orquestas, su abuelo Oseas Falleri fundador de una de las Escuelas de Música más antiguas del Uruguay (hoy Conservatorio Falleri Balzo), su madre Estela Ibarburu, cantante, pianista y directora de coros, y sus hermanos Alberto Magnone, pianista, compositor y director de orquesta, y Daniel Magnone, músico y compositor. Hacia 1978 comenzó a interpretar música popular.

### Travesía
En 1981, con Mariana Ingold y Mayra Hugo, fundó Travesía, que fue el primero de una serie de grupos vocales femeninos que irían apareciendo en años posteriores, como Las Tres, Cuarteto vocal La Otra, La Dulce o La Tría. Travesía grabó en 1983, para el sello Ayuí / Tacuabé, el disco Ni un minuto más de dolor. Posteriormente, y antes de su disolución, participó en los álbumes colectivos Comenzar de nuevo II (1984) y ADEMPU canta Vol. 1 (1984). El trío también acompañó a Eduardo Mateo en la grabación de “Un canto para Iemanjá” del álbum Cuerpo y alma (1984) y en sus espectáculos La máquina del tiempo de 1984. Posteriormente, en 1987, Estela Magnone, Mariana Ingold y Flavia Ripa participarán en las grabaciones de "Cosmos" y "Flor de murga" del disco de Mateo Mal tiempo sobre Alchemia.

### Con Jaime Roos
En 1985 grabó, a dúo con Jaime Roos, el álbum Mujer de sal junto a un hombre vuelto carbón. Magnone compuso la música y Roos realizó los arreglos. La autoría de las letras, que en su mayoría refieren a historias de amor, se divide entre ambos. El disco está dedicado a Robert Wyatt. Magnone participó, también, en varios discos de Jaime Roos.

### ConNíquel
En 1986 comenzó a tocar con el grupo Níquel, y formó parte de la integración, como cuarteto, que grabó su primer álbum homónimo, Níquel, editado en 1988. Los integrantes de Níquel fueron parte, también, de la banda acompañante de Jaime Roos en su disco 7 y 3.

### Las Tres
En 1988 comienzan en Café La Barraca las presentaciones del espectáculo Las Tres, trío conformado con Laura Canoura y Mariana Ingold. En 1989 Flavia Ripa suplanta a Ingold y ese mismo año grabaron el álbum Las Tres, que tuvo participación de Jaime Roos y Fernando Cabrera, entre otros, y alcanzó el Disco de Oro.

### Seda
En 1994 lideró la formación de Seda, grupo integrado por Estela Magnone y Cinthia Gallo en teclados, Shyra Panzardo en bajo y Malena Muyala en voz. De acuerdo a Magnone, como en ese entonces todavía no había bateristas y percusionistas mujeres, Nelson Cedrés y Edú Lombardo se encargaron de la batería y la percusión.

### Solista
En 1993 editó Vals prismático, su primer álbum solista. Todas las músicas fueron compuestas por Magnone, excepto la inédita "Siestas de mar de fondo" que tiene letra y música de Eduardo Mateo, músico a quien también pertenece la letra de "Mensajes de abril". Jaime Roos tiene una presencia importante en el disco, con arreglos y dirección musical, participando en algunas letras y cantando en dos canciones. Otros músicos que participan son Hugo Fattoruso, Bernardo Aguerre y Walter Haedo. Vals prismático tiene inspiración en versos de Raimundo "Botánico" Chaigneau, escritor chileno exiliado y amigo de Jaime Roos.
En 2007 editó Bruma de abril, su segundo disco, también con participación de Jaime Roos. Entre otros músicos, intervienen Nicolás Ibarburu, Andrés Ibarburu, Martín Ibarburu y sus excompañeras Mayra Hugo y Flavia Ripa en coros de algunas canciones. El nombre del álbum es un verso de "Sueño otoñal", canción de Eduardo Mateo versionada en el disco. La canción "Reina de la noche" fue utilizada para un spot de Inmujeres.
En 2012 publicó Pies pequeños, un álbum donde musicaliza once poemas de Mauricio Rosencof. Previamente había musicalizado una letra de Rosencof para Vals prismático. En el disco colabora Fabián Marquisio, con quien compartió la producción artística y arreglos. Entre otros músicos figura Malena Muyala como invitada especial.
En 2016 editó Telón, un álbum con diez canciones compuestas por Magnone y una en coautoría con Eduardo Mateo. Fabián Marquisio volvió a colaborar en producción artística y arreglos. La canción "No hay lugar" ya había sido grabada por Laura Canoura y Sandra Mihanovich. "Todo en tu vientre" fue el primer corte de difusión.
En 2019 publicó el álbum Siestas de mar de fondo, donde reunió todas sus composiciones en coautoría con Eduardo Mateo (nuevas versiones de canciones anteriormente grabadas e inéditas), más el registro de un ensayo entre ambos músicos. El disco ganó el premio Graffiti 2020 a Solista Femenina del Año.
También grabó, junto con Fabián Marquisio, Villazul, canciones para crecer, editado en 2014, un disco de 26 canciones infantiles para niños autistas. Las canciones se trabajaron con terapeutas, psicólogos, psiquiatras, musicoterapeutas y niños. Participaron una larga lista de artistas de Uruguay, Argentina, Venezuela y España. El disco ganó el premio Graffiti 2015 a Mejor Álbum de Música Infantil.
Magnone ha tocado y compuesto junto con Eduardo Mateo, Jaime Roos, Jorge Lazaroff, Leo Maslíah, Fernando Cabrera, Jorge Galemire y Alberto Wolf, entre otros.
Integró las tres primeras direcciones del Fondo Nacional de la Música (Fonam).
En 2015 Estela Magnone se encuentra entre los 12 artistas uruguayos en ser homenajeados por AGADU y el SODRE.
Ha recibido el Premio Graffiti a la Trayectoria en 2018, el Premio Nacional de Música por la canción "Cuarzo y coral" en 2015 y por "Mi talismán" en 2018, y premios Musa de AGADU en 1998 y 2003.

## Discografía

### Travesía
- Ni un minuto más de dolor (Ayuí / Tacuabé, 1983)

#### Colectivos
- Comenzar de nuevo II (Orfeo SULP 90793. 1984)
- ADEMPU canta Vol. 1 (RCA. 1984)

### Níquel
- Níquel (Discovery DDU 1005. 1988)

### Las Tres
- Las Tres (con Laura Canoura y Flavia Ripa. Orfeo 91011-1. 1989)

#### Colectivos
- La Barraca en vivo (Orfeo 91050-4. 1990)

### Solista
- Mujer de sal junto a un hombre vuelto carbón (a dúo con Jaime Roos. Orfeo SULP 90776. 1984)
- Vals prismático (Orfeo CDO 027-2. 1993)
- Bruma de abril (Aqua Records. 2007)
- Pies pequeños (Ayuí / Tacuabé a/e374cd. 2012)
- Telón (Bizarro. 2016)
- Siestas de mar de fondo (Bizarro. 2019)

### Discografía infantil
- Villazul, música para crecer (junto a Fabián Marquisio) (Bizarro. 2014)